# Znělá uvulární ploziva
Znělá uvulární plosiva je souhláska, vyskytující se v některých jazycích. V IPA se zapisuje symbolem velkého g, totiž ɢ, v X-SAMPA G\. Vyskytuje se poměrně vzácně, mj. v některých jemenských dialektech arabštiny, v inuktitutštině a somálštině (v somálštině se zapisuje jako q).
- Způsob artikulace: ražená souhláska (ploziva). Vytváří se pomocí uzávěry (okluze), která brání proudění vzduchu a je na posléze uvolněna, čímž vzniká zvukový dojem – od toho též označení závěrová souhláska (okluziva).
- Místo artikulace: uvulára. Uzávěra se vytváří mezi zadní částí jazyka a uvulou (čípkem).
- Znělost: Znělá souhláska – při artikulaci hlasivky vibrují.
- Ústní souhláska – vzduch prochází při artikulaci ústní dutinou.
- Středová souhláska – vzduch proudí převážně přes střed jazyka spíše než přes jeho boky.
- Pulmonická egresivní hláska – vzduch je při artikulaci vytlačován z plic.